# René Julien Hardouin
Pour les articles homonymes, voir Ardouin, Arduin et Hardouin.
René Julien Hardouin, baptisé à Bouin le 28 janvier 1739, où il est mort le 2 novembre 1793, est un chef vendéen durant la Révolution française.

## Biographie
René Julien Hardouïn est le fils de Julien Hardouïn et de Louise Marie Benard.
Maître chirurgien à Bouin en Vendée en 1763.
Il paraît avoir sympathisé avec les idées de la Révolution d'abord, et lors des guerres de Vendée traitait les blessés républicains.
Lucas de La Championnière, dans ses "Mémoires sur la guerre de Vendée", parle de "Hardouin, chirurgien militaire pris par Charette à Machecoul, que celui-ci mit à la tête de l'hôpital et qui soigna parfaitement les blessés et malades des deux camps... l'hôpital est surchargé de blessés des deux bords, mais là encore il faut dire que d'un côté comme de l'autre ils sont souvent achevés. Le chirurgien Hardouin, républicain prisonnier de Charette, dirige l'hôpital...".
Il fut le premier maire de Bouin en 1790
Il semble avoir changé d'opinion politique, puisqu'il est le chef du soulèvement vendéen à Bouin en mars, 1793. Il en est nommé par Charette commandant de paroisse.
François Pajot lui succéda.
Il épousa, le 25 juin 1763, Marie-Cécile Haumont, fille du chirurgien de Bouin Laurent Dupont-Haumont, qui publia dans le Journal de médecine, chirurgie et pharmacie, en 1761, un article sur la paracentèse, alors procédure expérimentale, et de Cécile Bethus.